# Quảng Phú, Quảng Trạch
Quảng Phú là xã thuộc huyện Quảng Trạch, tỉnh Quảng Bình, Việt Nam.

## Địa lý
Xã Quảng Phú là một xã nằm ở phía bắc của vùng Roòn, có vị trí địa lý:
- Phía đông giáp Biển Đông
- Phía tây giáp xã Quảng Kim
- Phía nam giáp xã Cảnh Dương và xã Quảng Tùng
- Phía bắc giáp xã Quảng Đông và xã Quảng Kim.

Xã Quảng Phú có diện tích 19,98 km², dân số năm 2019 là 9.516 người, mật độ dân số đạt 476 người/km².

## Hành chính
Xã Quảng Phú được chia thành 6 thôn: Xuân Hải, Hải Đông, Nam Lãnh, Tân Phú, Phú Lộc, Phú Xuân.

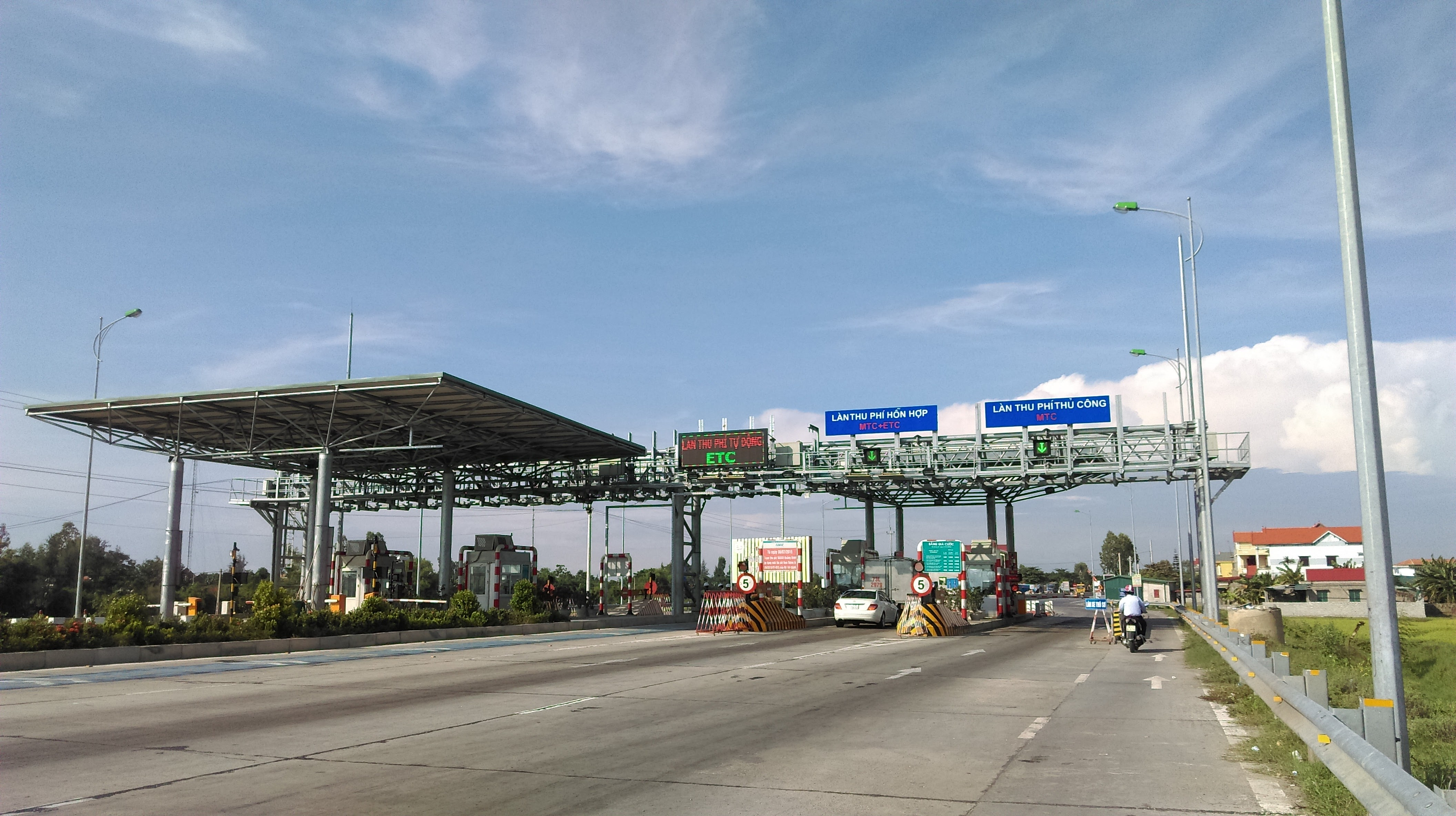
Trạm Thu phí TASCO Quảng Bình